# صموئيل سي. فيسيندن
صموئيل سي. فيسيندن هو قاضي ومحامي وسياسي أمريكي، ولد في 7 مارس 1815 في نيو غلويسستر في الولايات المتحدة، وتوفي في 18 أبريل 1882 في ستامفورد في الولايات المتحدة. نشط حزبياً في الحزب الجمهوري. وقد انتخب عضو مجلس النواب الأمريكي ‏.